# Christopher Sinha
Christopher Sinha (* 1951) ist Honorarprofessor an der School of Politics, Philosophy, Language, and Communication Studies der University of East Anglia.

## Berufliche Laufbahn
Sinha erwarb im Jahr 1972 seinen BA in Entwicklungspsychologie an der University of Sussex und promovierte 1988 mit Auszeichnung an der Universität Utrecht. Im Laufe seiner Karriere unterrichtete Sinha in verschiedenen Fachbereichen, darunter Pädagogik, Psychologie und Sprache und Kommunikation, in Ländern wie Brasilien, China, Großbritannien, den Niederlanden, Dänemark, Indien und Schweden. Er hatte drei Professuren und war von 2002 bis 2005 Head of the Department of Psychology an der University of Portsmouth.
Sinha war Präsident der UK Cognitive Linguistics Association und der International Cognitive Linguistics Association. Er war Gründungs-Editor der Zeitschrift Language and Cognition (2009–2016) und ist derzeit Mitglied der Redaktionsausschüsse von vier internationalen Zeitschriften und vier Buchreihen. Sinha war der Organisator der ersten Internationalen Konferenz zu Sprache, Kultur und Geist im Jahr 2004 und organisierte auch die 7. Ausgabe 2016. Er bleibt Mitglied des wissenschaftlichen Komitees dieser biennalen Veranstaltung.

## Forschungsbereiche
Sinhas Hauptforschungsinteresse liegt in den Beziehungen zwischen Sprache, Kognition und Kultur. Ein zentrales Ziel seiner Arbeit ist es, kognitive und soziokulturelle Perspektiven zu Sprache, Kommunikation und menschlicher Entwicklung zu integrieren. Er nutzt dazu feldexperimentelle und beobachtende Methoden. Er hat drei Monographien und über 150 Artikel verfasst, war als Mitherausgeber an fünf Bänden beteiligt und hat dabei Disziplinen wie Anthropologie, Linguistik, Pädagogik, Evolutionsbiologie, Kognitionswissenschaft sowie Entwicklungs- und Kulturpsychologie behandelt.
Von 2015 bis 2019 leitete Sinha ein Projekt zur Forschung und Dokumentation von Minderheitensprachen und Kulturen in der Provinz Hunan, China. Außerdem war er Koordinator des Language Acquisition and Cognition Network, das vom Danish Research Council for the Humanities (1997–2001) unterstützt wurde. Darüber hinaus war er Principal Investigator des Projekts Cognition, Culture and Typology in Language Acquisition and Evolution (2002–2005), das von der European Science Foundation unterstützt wurde, und Partner Leader der University of Portsmouth für das Projekt Stages in the Development and Evolution of Sign Use (SEDSU), das von der Europäischen Union im Rahmen der 6. Framework PATHFINDER-Initiative von 2005 bis 2008 gefördert wurde. Er schlug auch das ESF EUROCORES-Programm Understanding and Misunderstanding: Cognition, Communication, and Culture vor.

## Wissenschaftliche Veröffentlichungen

### Monographien (Auswahl)
- Ten Lectures on Language, Culture and Mind: Cultural, developmental and evolutionary perspectives in cognitive linguistics (Vol. 6). Brill, 2017. ISBN 978-90-04-34904-9
- Language and representation: A socio-naturalistic approach to human development. 1988. (scholar.google.com)

### Herausgeberschaften (Auswahl)
- mit Nathalie Gontier, Andy Lock (Hrsg.): Oxford Handbook of Human Symbolic Evolution. Oxford University Press, 2024, ISBN 978-0-19-881378-1 (englisch, oup.com).
- mit Zlatev, J., Itkonen, E. & Racine, T. P. The shared mind. The Shared Mind. 2008.
- mit Hiraga, M. K., Wilcox, S. Cultural, psychological and typological issues in cognitive linguistics. 1999

### Artikel und Buchkapitel (Auswahl)
- mit López, K. J. D.: Language, culture, and the embodiment of spatial cognition. Cognitive Linguistics 11(1-2) 2001. 17–41
- Grounding, mapping and acts of meaning. Cognitive linguistics: Foundations, scope and methodology 1999, 223–255.
- mit Plunkett, K., Møller, M. F., & Strandsby, O.: Symbol grounding or the emergence of symbols? Vocabulary growth in children and a connectionist net. Connection Science, 4(3-4) 1992, 293–312.
- mit Kuteva, T.: Distributed Spatial Semantics. Nordic journal of linguistics, 18(2) 1995, 167–199.
- mit Sinha, V. D. S., Zinken, J., & Sampaio, W.: When time is not space: The social and linguistic construction of time intervals and temporal event relations in an Amazonian culture. Language and Cognition, 3(1) 2011, 137–169.
- Cognitive linguistics, psychology, and cognitive science. Handbook of Cognitive Linguistics 2010. 1266–1294.
- Language and other artifacts: socio-cultural dynamics of niche construction. Frontiers in psychology, 6/2015, 1601.